# Jessica puava
Jessica puava är en spindelart som beskrevs av Antonio D. Brescovit 1999. Jessica puava ingår i släktet Jessica och familjen spökspindlar. Inga underarter finns listade i Catalogue of Life.